# Vía revolucionaria
Vía revolucionaria es la primera novela del autor estadounidense Richard Yates, publicada en 1961. Fue finalista para el National Book Award en 1962 junto a Trampa 22 y The Moviegoer. La revista Time incluyó la novela en su lista de las 100 mejores novelas escritas en inglés entre 1923 y 2005.

## Resumen del argumento
Ambientada en 1955, la novela se enfoca en las aspiraciones de Frank y April Wheeler, un matrimonio que vive en un suburbio en Connecticut y que se considera sumamente diferentes de sus demás vecinos en el residencial Revolutionary Hill Estates. La novela comienza con la preparación y puesta en escena de una producción amateur de la obra teatral The Petrified Forest, la cual es protagonizada por April. Sin embargo, la producción termina siendo un fracaso. Después del estreno de la producción, Frank y April tienen una pelea al lado de una autopista.
Tratando de salir de sus vidas suburbanas, April convence a Frank de mudarse a París, en donde ella trabajaría para sustentar a la familia mientras él decidía que hacer de su vida. El plan del viaje a Francia ayuda a solucionar los problemas maritales temporalmente. Sin embargo, mientras que April se esfuerza por concretar el plan, Frank no parece estar tan entusiasmado con la idea. Cuando ella descubre que está embarazada por tercera vez, el plan tiene que ser cancelado, aunque Frank parece estar contento con esto porque disfruta de las alabanzas de sus jefes en el trabajo y porque ha empezado a identificarse con su trabajo mundano como oficinista.
April, abrumada por la situación e incapaz de continuar con su vida como ama de casa por un tiempo indefinido, trata de realizarse un aborto, pero comienza a desangrarse y muere después de ser trasladada a un hospital. Frank, cargado de pena y culpa, se aísla dentro de sí mismo y continúa con su trabajo.

## Adaptación cinematográfica
En 2008, se estrenó una versión cinematográfica de la novela con el título de Revolutionary Road. La película fue dirigida por Sam Mendes y fue protagonizada por Kate Winslet y Leonardo DiCaprio. El guion fue escrito por Justin Haythe. El filme fue criticado positivamente por la crítica.